# (4360) Xuyi
(4360) Xuyi es un asteroide perteneciente al cinturón de asteroides, descubierto el 9 de octubre de 1964 por el equipo del Observatorio de la Montaña Púrpura desde el Observatorio de la Montaña Púrpura, Nankín (China).

## Designación y nombre
Designado provisionalmente como 1964 TG2 Fue nombrado Xuyi en homenaje a la antigua comunidad "Xu Yi" (en chino: 盱 眙), aproximadamente 100 km al norte de Nanking.

## Características orbitales
Xuyi está situado a una distancia media del Sol de 2,601 ua, pudiendo alejarse hasta 3,012 ua y acercarse hasta 2,189 ua. Su excentricidad es 0,158 y la inclinación orbital 2,509 grados. Emplea 1532 días en completar una órbita alrededor del Sol.

## Características físicas
La magnitud absoluta de Xuyi es 13,1. Tiene 12,736 km de diámetro y su albedo se estima en 0,09.